# Gbemisola Abudu
Gbemisola Abudu est une entrepreneuse et dirigeante nigériane et américaine.
Elle est vice-présidente de la National basketball Association en Afrique (NBA Afrique) et responsable nationale de NBA Nigeria.

## Biographie

### Jeunesse et études
Gbemisola Abudu naît au Nigeria mais grandit en Californie aux États-Unis. Elle découvre le basket-ball à la télévision et en particulier Kobe Bryant, le joueur des Lakers de Los Angeles dont elle admire à la fois le talent, la concentration et la discipline.
Elle est titulaire d'une licence en marketing et relations publiques de l'université du Wyoming et d'un Master of Business Administration (MBA) de la Thunderbird School of Global management de Glendale, en Arizona.

### Carrière professionnelle
Gbemisola Abudu occupe différents postes dans le marketing pour des marques internationales, notamment Louis Vuitton, The Walt Disney Company et The Clorox Company. Elle fonde et devient associée directrice de l'école BMGA Enterprise Limited (BMGA) à Lagos. 
Le 14 décembre 2021, elle est nommée vice-présidente de NBA Afrique et responsable nationale de NBA Nigeria. Elle est chargée de diriger le développement commercial de la ligue au Nigeria et de promouvoir les initiatives de la ligue et la pratique de ce sport chez les jeunes afin d’espérer sortir des joueurs d’élite.
Gbemisola Abudu possède la double nationalité nigériane et américaine.